# Tapuae-o-Uenuku
Der Tapuae-o-Uenuku ist mit 2885 m Höhe der höchste Berg der Inland Kaikoura Range auf der Südinsel Neuseelands.

## Geschichte
Der heutige Name des Berges stammt aus der Sprache der Māori und lässt sich übersetzen als „heilige Fußabdrücke des Regenbogengottes“. Die vormals auf Karten zu findende Bezeichnung Tapuaenuku, was sich als „schlurfen“ übersetzen lässt, wurde wegen des beleidigenden Charakters gestrichen.
James Cook erblickte im Februar 1770 den Berg und meinte „ein wunderbar hoher Berg“. Angeblich gab er ihm den Namen Mount Odin. Die Bezeichnung tauchte jedoch erst wesentlich später in Zeitungen und Karten auf.

## Geographie
Der Gipfel liegt im Nordosten der Insel. Südwestlich liegt der mit 2877 m nur wenige Meter niedrigere Mount Alarm. Wasser entlang der Südostflanke fließt zum Waiau Toa / Clarence River, wohingegen entlang der Nordwestseite Zuflüsse des Awatere River liegen. Durch das Tal des letzteren Flusses führt die Awatere Valley Road.

## Geologie
Das Basisgestein besteht hauptsächlich aus Varianten des Sedimentgesteins von Sandstein und Mudstone sowie Kalkstein und Chert. Es stammt aus der frühen Kreide und ist etwa 100 bis 145 Millionen Jahre alt.